# Peter Bryant
Pour les articles homonymes, voir Bryant.
Peter Bryant est un producteur britannique né le 27 octobre 1923 et mort le 19 mai 2006. Il est principalement connu pour avoir été producteur durant une année de la série Doctor Who dans les années 1960

## Carrière
Acteur de formation, Peter Bryant fera ses premiers pas dans le Soap opera The Grove Familly puis deviendra speaker radiophonique pour la BBC. Cela le conduira à écrire des textes, l'amenant au poste de "script éditor" (superviseur des scénarios) pour le département des pièces dramatiques de la BBC au début des années 1960. Après 7 ans à occuper ce poste, Bryant sera recruté afin de travailler avec le "script-éditor" Gerry Davis sur la série anglaise de science-fiction Doctor Who.
En 1967, il prend devient script-éditor de la série à l'époque où Patrick Troughton occupe le rôle-titre durant les épisodes « The Evil of the Daleks », « The Abominable Snowmen » et « The Enemy of the World » Après avoir été coproducteur sur les épisodes « The Faceless Ones », « The Evil of the Daleks » et brièvement producteur de « The Tomb of the Cybermen » il prend la relève d'Innes Lloyd et devient le quatrième producteur de la série . Il deviendra officiellement producteur de la série de février 1968 à avril 1969 (des épisodes « The Web of Fear » à « The Space Pirates ») avant de céder son poste à Derrick Sherwin.
Suivant la série telle qu'elle a été imaginée par son prédécesseur, il entame le changement de la série vers des histoires se déroulant principalement sur Terre et castera en 1969 Jon Pertwee afin qu'il reprenne le rôle durant la septième saison. Durant l'époque où il était producteur de la série, il se maria et divorça de l'actrice Shirley Cooklin.
Après son travail sur Doctor Who, Peter Bryant devient coproducteur de la série germano-anglaise Paul Temple avant de quitter la BBC au début des années 1970 afin de devenir producteur pour une compagnie indépendante. Il deviendra également littéraire et manager pour des professions allant de scénaristes à acteurs.
Peter Bryant meurt le 19 mai 2006 à l'âge de 82 ans après une année de combat contre le cancer.

## Source
- (en) Cet article est partiellement ou en totalité issu de l’article de Wikipédia en anglais intitulé « Peter Bryant » (voir la liste des auteurs).

1. ↑  « The War Games », A Brief History of Time (Travel) (consulté le 6 juillet 2012)